# Alan Čočiev
Alan Slavikovič Čočiev (in russo Алан Славикович Чочиев?; Vladikavkaz, 7 settembre 1991) è un calciatore russo, centrocampista del Jetisý.

## Carriera

### Club
Ha giocato nella prima divisione dei campionati russo, bielorusso e kazako.

### Nazionale
Ha giocato nelle nazionali giovanili russe Under-19 ed Under-21.